# 斯古尔戈拉
斯古尔戈拉（義大利語：Sgurgola），是意大利弗罗西诺内省的一个市镇。总面积19.33平方公里，人口2672人，人口密度138.2人/平方公里（2009年）。ISTAT代码为060073。